# Indústria de bebidas

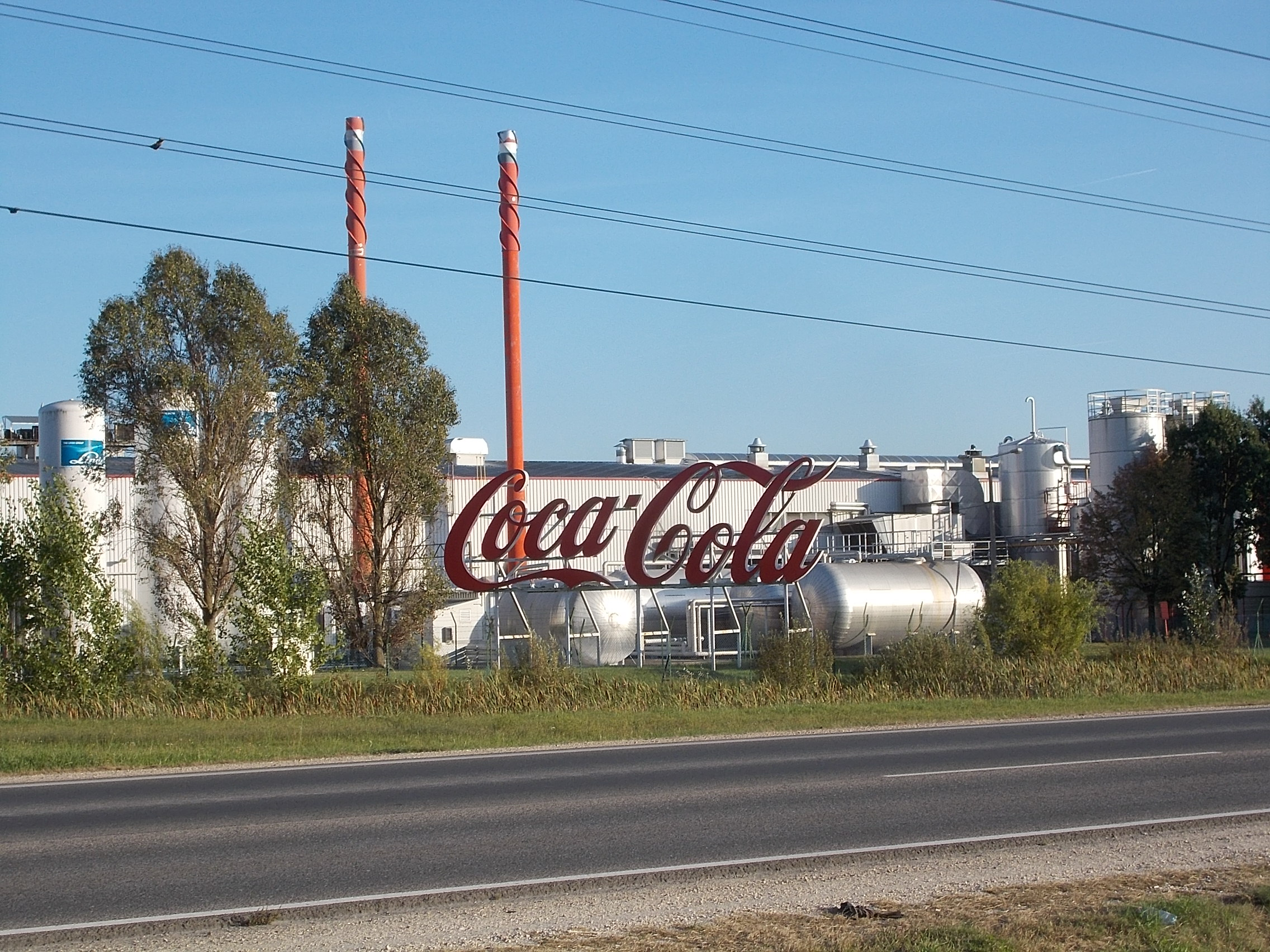
Planta industrial para produção de bebidas instalada na cidade de Dunaharaszti, na Hungria

A Indústria de bebidas é o conjunto das atividades industriais por meio das quais que se poduzem bebidas para consumo humano.

## Descrição
A indústria de bebidas é uma categoria ampla e diversificada que abrange a produção, distribuição e venda de bebidas, incluindo água mineral, refrigerantes, energéticos, sucos, bebidas alcoólicas e outros tipos de bebidas. Essa indústria é fundamental para a economia global, já que atende a uma ampla gama de necessidades e preferências dos consumidores, sejam elas relacionadas à saúde, à hidratação, à socialização ou ao entretenimento.
A indústria de bebidas é uma das mais antigas e diversificadas do mundo, tendo suas raízes na antiguidade. Desde então, ela evoluiu para incluir uma ampla gama de bebidas, desde as mais simples, como a água, até as mais complexas, como os vinhos e outras bebidas alcoólicas. Atualmente, a indústria de bebidas é uma das maiores do mundo, com milhões de pessoas envolvidas na produção, distribuição e venda de bebidas.

## Produção
A produção de bebidas tem abrangência global, com empresas localizadas em todo o mundo. Algumas das maiores empresas de bebidas incluem Coca-Cola, PepsiCo, Anheuser-Busch InBev e Diageo. Essas empresas produzem uma ampla gama de bebidas, desde refrigerantes, sucos e água até bebidas alcoólicas, como cervejas, vinhos e destilados. Além disso, muitas empresas de bebidas também oferecem produtos complementares, como snacks e alimentos.
A distribuição de bebidas é outra área vital da indústria de bebidas. As bebidas são distribuídas para os consumidores através de uma ampla gama de canais, incluindo varejistas, supermercados, bares e restaurantes. Além disso, a distribuição de bebidas também inclui a venda de bebidas em lata ou garrafa para consumidores que as levam para casa.

## Comercialização
A venda de bebidas é um aspecto crítico da indústria de bebidas, já que determina o sucesso das empresas e a satisfação dos consumidores. A venda de bebidas é influenciada por uma ampla gama de fatores, incluindo a disponibilidade, o preço, a qualidade, a marca e a publicidade. Além disso, a venda de bebidas também é influenciada por tendências econômicas e culturais, como a crescente preocupação com a saúde e a mudança nas preferências dos consumidores em relação a bebidas mais saudáveis e menos açucaradas.
A indústria de bebidas também é impactada por questões regulatórias e legais, incluindo regulamentos sobre a segurança alimentar, a rotulagem nutricional e a publicidade de bebidas. Além disso, a indústria de bebidas também enfrenta desafios relacionados a questões ambientais, como o impacto da produção de bebidas na água e na terra, e o descarte de embalagens de bebidas.
Apesar desses desafios, a indústria de bebidas continua a crescer e a se diversificar, oferecendo aos consumidores uma ampla gama de opções de bebidas. Além disso, a indústria de bebidas também está respondendo aos desafios atuais, como a mudança nas preferências dos consumidores e as questões regulatórias e ambientais, oferecendo bebidas mais saudáveis e sustentáveis.

## No Brasil
No Brasil, a indústria de bebidas foi responsável por 1,9% do PIB em 2016, com faturamento de  R$ 117 bilhões.  É responsável por dezenas de milhares de postos de trabalhos, pulverizados ao longo do país. A opção de produzir localmente é explicada pela redução de custos logísticos, mais vantajosa, nesse caso, do que a economia com a centralização da produção.
Dados do IBGE mostram que, em 2017 80% do volume produzido e cerca de 75% das vendas do setor estavam concentradas em cervejas e refrigerantes. A produção é quase toda para o consumo interno, com baixos índices de Exportação.